# 4725 Milone
4725 Milone este un asteroid din centura principală, descoperit pe 31 decembrie 1975.